# ميرل ليلاند يونغز
ميرل ليلاند يونغز (ديسمبر 2, 1886 - أكتوبر 8, 1958) هو صانع لواقيات تروجان في ترينتون، نيو جيرسي في مطاط يونغز . كان رئيس مجلس الإدارة، وأمين الصندوق والمخرج. وكان واحدا من أول من أعلن الواقي الذكري للصيادلة والأطباء. وتم بيع العلامات التجارية إلى كارتر-والاس وفي عام 2001 إلى الكنيسة وإلى دوايت.

## السيرة الذاتية
ولد في 2 ديسمبر 1886 في نيويورك. و توفي في 8 أكتوبر، 1958.